# سمير القنطار
سمير القنطار (20 يوليو 1962 – 19 ديسمبر 2015) المعروف بعميد الأسرى المحررين اللبنانيين.
كان أقدم سجين لبناني في إسرائيل والمسؤول عن أحداث نهاريا. في 22 أبريل 1979 ، عندما كان في السادسة عشر والنصف من عمره، قاد مجموعة من أفراد جبهة التحرير الفلسطينية عبر الانطلاق بحراً بزورق مطاطي إلى مدينة نهاريا الساحلية بشمال إسرائيل. اقتحمت المجموعة منزل عائلة هاران واختطفت داني هاران وابنته الطفلة عينات هاران التي كانت في الرابعة من عمرها. وحسب قرار المحكمة الإسرائيلية التي حاكمت القنطار، المستند إلى تحليل الشرطة الإسرائيلية للمعثورات الموجودة في موقع الحدث، فإن القنطار قتل الاثنين على شاطئ البحر. أما القنطار نفسه فيقول إنه لم يقتل الاثنين وإنما هما قُتِلا في تبادل النار مع الشرطيين الإسرائيليين الذين لاحقوه إلى شاطئ البحر، كما يرد في مقابلة له مع صحيفة معاريف الإسرائيلية ومع قناة المنار التابعة لمنظمة حزب الله اللبنانية. أضافت الولايات المتحدة اسمه على لائحة الإرهاب السوداء.

## ولادته
ولد سمير القنطار في بلدة عبيه لعائلة من الطائفة الدرزية في 20 يوليو 1962 وهي بلدة ذات موقع استراتيجي هام يشرف علي العاصمة اللبنانية بيروت.

## اعتقاله
اعتقل لأول مرة بتاريخ 31 يناير 1978 على يد جهاز المخابرات الأردنية عندما حاول تجاوز الحدود الأردنية الإسرائيلية في مرج بيسان مع عضوين آخرين في جبهة التحرير الفلسطينية وفي نيتهم اختطاف حافلة إسرائيلية على الطريق الواصلة بين بيسان وطبريا ومطالبة بإطلاق سراح سجناء لبنانيين مقابل المسافرين. قضى القنطار 11 شهرا في السجن الأردني، ثم أفرج عنه في 25 ديسمبر 1978 بشرط أنه لن يدخل الأردن ثانية.
في 22 أبريل 1979 انطلق القنطار مع عبد المجيد أصلان، مهنا المؤيد، أحمد الأبرص، من أفراد جبهة التحرير الفلسطينية، إلى إسرائيل عن طريق البحر بزورق مطاطي. هبط الزورق شاطئ «هدكاليم» في مدينة نهاريا الساحلية شمالي إسرائيل، وحاولت المجموعة اقتحام دار عائلة سيلع ولكنها انصرفت عن المكان بعد تبادل النار مع صاحب الدار، ثم مع رجال الشرطة المحلية. انتهى تبادل النار بمقتل شرطي إسرائيلي وأحد أفراد المجموعة، وبإصابة مدني إسرائيلي بجروح. بعد ذلك وصلت المجموعة بقيادة القنطار إلى شارع جابوتينسكي في نهاريا واقتحمت عمارة سكنية. عندما سمع السكان صوت العيارات التي أطلقها أفراد المجموعة، أخذوا ينزلون إلى الملاجئ. وأطلق أحد السكان النار على مجموعة القنطار من سلاحه الشخصي وقتل أحد أفرادها. قبضت مجموعة القنطار داني هاران وابنته عينات هاران، في الرابعة من عمرها، اللذين كانا ينزلان من الشقة إلى ملجأ العمارة واقتادوهما إلى شاطئ البحر. وفي الوقت ذاته هرعت الأم سمادار هاران إلى الشقة مع ابنتها البالغة سنتين لتختبئ، وخنقت الطفلة سهوا عندما حاولت إسكات بكاءها. لاحق رجال الشرطة مجموعة القنطار والمخطوفين إلى شاطئ البحر حيث بدأ تبادل النار. وحسب تقرير الشرطة الإسرائيلية استنادا إلى تحليل المعثورات في موقع الحدث، قتل القنطار المخطوفيْن عندما اقترب منه رجال الشرطة، ولكن القنطار قال في مقابلة مع صحيفة معاريف الإسرائيلية ومع قناة المنار التابعة لمنظمة حزب الله اللبنانية إن الطفلة وأباها قتلا بنيران الشرطة الإسرائيلية خلال تبادل النار.
قتل أصلان والمؤيد من نيران الشرطيين الإسرائيليين، بينما اعتقلت الشرطة الإسرائيلية القنطار والأبرص. في 28 يناير 1980 حكمت المحكمة الإسرائيلية على سمير القنطار بخمس مؤبدات مضافا إليها 47 عاما (إذ اعتبرته مسؤولا عن موت 5 أشخاص وعن إصابة آخرين). تم إطلاق سراح الأبرص في 21 مايو 1985 في إطار صفقة تبادل الأسرى بين إسرائيل ومنظمة الجبهة الشعبية لتحرير فلسطين - القيادة العامة بينما تم الإفراج عن سمير قنطار في 16 يوليو 2008 في إطار صفقة تبادل الأسرى بين إسرائيل وحزب الله.
خلال مكوثه في السجن الإسرائيلي سُجل القنطار كطالب في الجامعة المفتوحة الإسرائيلية بتل أبيب والتي تستخدم طريقة التعليم من بعد. في سبتمبر 1998 منحت الجامعة المفتوحة للقنطار درجة بكالوريوس في الأدبيات والعلوم الاجتماعية
في 8 يوليو 2005 نشرت صحيفة معاريف الإسرائيلية مقابلة مع سمير القنطار باللغة العبرية. في المقابلة التي أجرتها الصحافية الإسرائيلية حين كوتس-بار قال القنطار أن محاميه نقل إليه اقتراحاً ليرشح نفسه للبرلمان اللبناني. رفض القنطار كشف العنصر السياسي الذي بادر الاقتراح ولكنه قال إنه لا يستطيع الخدمة كعضو برلمان من السجن الإسرائيلي ولا يريد استغلال عنائه كي يكسب مقعدا في البرلمان اللبناني. كذلك قال إنه يتابع الأحداث في لبنان بواسطة الراديو والتلفزيون وعبر عن أمله أن يتحول المجتمع اللبناني إلى مجتمع علماني غير طائفي.

## إطلاق سراحه وعودته إلى لبنان
أُفرج عن سمير القنطار يوم الأربعاء 16 يوليو 2008 في صفقة تبادل بين حزب الله وإسرائيل تم بموجبها الإفراج عنه وعن أربعة أسرى لبنانيين من أفراد حزب الله، تم القبض عليهم في حرب يوليو 2006، وجثث 199 لبناني وفلسطيني وآخرين في مقابل تسليم حزب الله جثث الجنديين الإسرائليين الذين تم قتلهم في عملية «الوعد الصادق» في يوليو 2006.

### استقباله
كان في استقبال سمير قنطار والأسرى اللبنانيين في مطار رفيق الحريري في بيروت العديد من الشخصيات اللبنانية العامة منها رئيس الجمهورية اللبنانية ميشال سليمان ورئيس البرلمان نبيه بري ورئيس الحكومة فؤاد السنيورة والوزراء وبعض النواب.
وأقام حزب الله احتفالات كبيرة للمحررين بدأت في منطقة الناقورة قرب الحدود مع إسرائيل واستكملت بمهرجان ضخم في ملعب الراية في الضاحية الجنوبية. وألقى الأمين العام لحزب الله حسن نصر الله كلمة ترحيب بالمحررين كما ألقى سمير قنطار كلمة.

## مقتله
شنت طائرات يقال أنها تابعة للطيران الحربي الإسرائيلي غارة على مبنى مكون من ستة طوابق في مدينة جرمانا جنوب العاصمة السورية دمشق، مساء يوم السبت 19 ديسمبر 2015، انتهت بمقتله عن عمر يناهز 53 سنة إلى جانب عدد من قيادات الحزب، وجنرالات الحرس الجمهوري الإيراني وقائد في المقاومة السورية.
وصرح حسن نصر الله الأمين العام لحزب الله أن إسرائيل هي من نفذ عملية اغتيال سمير القنطار، لأن إسرائيل كانت تهدده دائما، وقال إن حزب الله سيرد على مقتل القنطار.
وأدانت فصائل المقاومة الفلسطينية واللبنانية، القصف الإسرائيلي الذي أدى إلى ما وصفته بـ«استشهاد» سمير القنطار، ومن جانبها أصدرت حركة حماس وكتائب القسام وحركة الجهاد الإسلامي وحركة فتح وحركة فتح الانتفاضة ولجان المقاومة الفلسطينية ولجنة الأسرى للجبهة الشعبية لتحرير فلسطين، ونادي الأسير الفلسطيني والحركة الوطنية الأسيرة والأسرى المحررين ومجلس الوزراء السوري ووزارة الخارجية الإيرانية بيانات بإدانة جريمة اغتيال القنطار. وأصدر 212 نائبا ايرانيا بيانا عزوا وباركوا فيه مقتل سمير القنطار بوصفه «استشهاد عميد الأسرى اللبنانيين».

## وصلات خارجية
- موقع سمير القنطار أنشأه مؤيديه في لبنان